# Квінт Елій Туберон (юрист)
Квінт Елій Туберон (лат. Quintus Aelius Tubero близько 80 р. до н. е. — після 23 р. до н. е.) — давньоримський політик і юрист, походив з відомої плебейського роду Еліїв. Молодший анналіст, автор історії Риму в 14 книгах.

## Біографія
Син Луція Елія Туберона і Туллії. Коли розпочалася громадянська війна між Цезарем та Помпеєм, Квінт у 49 р. до н. е. поїхав до Африки разом з батьком, якого було призначено пропретором провінції. Проте легати Квінт Лігарій та Публій Аттій Вар, які захопили владу в Африці, не дозволили родині Туберонів зійти на берег, попри хворобу Квінта. Після цього Туберони поїхали до війська Помпея в Епірі, де у 48 р. до н. е. Квінт брав участь у битві при Фарсалі. Після перемоги Цезаря Туберони отримали прощення і повернулися до Риму.
У 46 р. до н. е. Квінт Туберон висунув проти Лігарія обвинувачення у державній зраді; Лігарія було виправдано тільки завдяки захисту Цицерона. Після цієї невдачі Туберон відмовився від правничої діяльності та присвятив себе вивченню права. По собі залишив багато творів з державного та цивільного права, однак ці книжки були не дуже популярні через архаїчну мову, якою були написані. Також Квінт Елій Туберон написав працю з римської історії від заснування міста до громадянських війн після смерті Цезаря.
За однією версією, єдиною дружиною та матір'ю трьох старших дітей Туберона була Юнія, а Луцій Сеян Туберон був його онуком. За іншою версією, Туберон був одружений двічі. Першою його дружиною була Сульпіція, донька Сервія Сульпіція Руфа, яка народила двох синів: Квінта Елія Туберона, консула 11 р. до н. е., Секста Елія Ката, консула 4 р. та доньку Елію Петіну. Друга дружина, Юнія, сестра Квінта Юнія Блеза, консула-суффекта 10 р., народила сина Луція Сея Туберона, суффекта 18 р.